# Trnovski gozd - Nanos
Trnovski gozd - Nanos este o arie protejată (arie specială de conservare — SAC, sit de importanță comunitară — SCI) din Slovenia întinsă pe o suprafață de 53.234,95 ha, integral pe uscat.

## Localizare
Centrul sitului Trnovski gozd - Nanos este situat la coordonatele 45°59′24″N 13°51′51″E / 45.9899°N 13.8642°E.

## Înființare
Situl Trnovski gozd - Nanos a fost declarat sit de importanță comunitară în aprilie 2004 pentru a proteja 8 specii de plante și 28 de specii de animale. Situl a fost protejat și ca arie specială de conservare în februarie 2012.

## Biodiversitate
Situată în ecoregiunile alpină și continentală, aria protejată conține 16 habitate naturale: Formațiuni de Juniperus communis pe lande sau pajiști calcaroase, Pajiști alpine și subalpine calcaroase, Formațiuni ierboase bogate în specii de Nardus, dezvoltate pe substraturi silicioase în zone montane (și în zone submontane, în Europa continentală), Pajiști uscate din regiunea submediteraneeană estică (Scorzoneratalia villosae), Pajiști cu Molinia pe soluri calcaroase, turboase sau argilos-nămoloase (Molinion caeruleae), Liziere de ierburi înalte hidrofile de câmpie și de nivel montan până la alpin, Fânețe de joasă altitudine (Alopecurus pratensis, Sanguisorba officinalis), Fânețe montane, Grohotișuri medio-europene calcaroase, de la nivel colinar și montan, Pante stâncoase calcaroase cu vegetație casmofită, Peșteri inaccesibile publicului, Păduri pe pante, grohotișuri și ravene de Tilio-Acerion, Păduri ilirice de Fagus sylvatica (Aremonio-Fagion), Păduri de Quercus ilex și Quercus rotundifolia, Păduri acidofile de Picea de la nivel montan la nivel alpin (Vaccinio-Piceetea), Păduri de pin (sub-) mediteraneene cu pini negri endemici.
La baza desemnării sitului se află mai multe specii protejate:
- plante (8): Aquilegia bertolonii, Arabis scopoliana, Campanula zoysii, papucul doamnei (Cypripedium calceolus), Genista holopetala, Hladnikia pastinacifolia, moșișoare (Liparis loeselii), Primula carniolica
- amfibieni (4): izvoraș-cu-burta-galbenă (Bombina variegata), proteu de peșteră (Proteus anguinus), Rana latastei, Triturus carnifex
- mamifere (11): liliac cârn (Barbastella barbastellus), lupul (Canis lupus), râs eurasiatic (Lynx lynx), liliac cu aripi lungi (Miniopterus schreibersii), liliac cu urechi mari (Myotis bechsteinii), liliac cu urechi de șoarece (Myotis blythii), liliac cu picioare lungi (Myotis capaccinii), liliacul mediteranean cu potcoavă (Rhinolophus euryale), liliacul mare cu potcoavă (Rhinolophus ferrumequinum), liliacul mic cu potcoavă (Rhinolophus hipposideros), urs brun (Ursus arctos)
- nevertebrate (11): Austropotamobius pallipes, Austropotamobius torrentium, fluturele-tigru (Callimorpha quadripunctaria), Carabus variolosus, fluturele auriu (Euphydryas aurinia), Leptodirus hochenwartii, fluturele purpuriu (Lycaena dispar), Maculinea teleius, croitorul cenușiu al stejarului (Morimus funereus), Rosalia alpina, Vertigo angustior
- pești (2): zglăvoacă (Cottus gobio), Salmo marmoratus